# Фет Абрам Ілліч
Абрам Ілліч Фет (5 грудня 1924 року, Одеса — 30 липня 2007 року, Новосибірськ) — радянський і російський філософ і публіцист, перекладач, доктор фізико-математичних наук.

## Біографія
Батько, Ілля Якович Фет — лікар; народився і виріс в Рівному, вчився в Парижі. Мати, Ревека Гдальївна (Григорівна) Миколаївська — домогосподарка, корінна одеситка . У 1926—1936 роках сім'я жила в Могильові-Подільському, потім влаштувалася в Одесі. У 15 років А. І. Фет закінчив середню школу і вступив до Одеського інституту інженерів зв'язку. Встиг закінчити перший курс, коли почалася війна. Сім'я опинилася в евакуації в Томській області. У 1941 році Фет вступив в університет Томська на факультет математики, відразу на другий курс. В цей час там викладали професори, евакуйовані з європейської частини Росії. Серед них був Петро Костянтинович Рашевський, за рекомендацією якого А. І. Фет в 1946 році вступив до аспірантури Московського університету. Відвідував семінари І. М. Гельфанда, Л. С. Понтрягіна, П. С. Новикова. За порадою Н. Я. Віленкіна став займатися топологією. Спеціалізувався у Лазаря Ароновича Люстерника.
У грудні 1948 року захистив кандидатську дисертацію під назвою «Кільце гомологий просторі замкнених кривих на сфері», яка Вченою Радою Механіко-математичного факультету Московського університету була визнана найвидатнішою. Отримав направлення на роботу в університет Томська, де працював асистентом, а потім доцентом кафедри математичного аналізу. Серед учнів В. А. Топоногов, С. І. Альбер, Г. Г. Пестов, В. Н. Лагунов. З 1955 року працював в різних вузах Новосибірська. З 1960 року — старший науковий співробітник у відділі геометрії і топології Інституту Математики СО АН СРСР. Паралельно викладав в Новосибірському університеті.
У листопаді 1967 роки захистив в Московському університеті докторську дисертацію під назвою «Періодична задача варіаційного числення», в центрі якої — теорема Фета про двох замкнутих геодезичних, що стала класичною.
У 1968 році підписав «лист сорока шести» в захист незаконно засуджених, що стало приводом для вигнання його як з інституту, так і з університету. Справжня причина була не в листі, а в незалежній характер Фета і прямоти, з якої він говорив про професійні і людські якості своїх колег, про інтриги в середовищі чиновників від науки, про привілеї, які мали місце в Академмістечку (спеціальний стіл замовлень, спеціальне медичне обслуговування та інші привілеї для начальства і докторів наук з їх сім'ями).